# Orwell (Vermont)
Orwell es un pueblo ubicado en el condado de Addison en el estado estadounidense de Vermont. En el año 2010 tenía una población de 1.250 habitantes y una densidad poblacional de 9,71 personas por km².

## Geografía
Orwell se encuentra ubicado en las coordenadas 43°48′30″N 73°17′1″O / 43.80833, -73.28361.

## Demografía
Según la Oficina del Censo en 2000 los ingresos medios por hogar en la localidad eran de $40,978 y los ingresos medios por familia eran $42,438. Los hombres tenían unos ingresos medios de $29,671 frente a los $23,304 para las mujeres. La renta per cápita para la localidad era de $19,835. Alrededor del 10.4% de la población estaban por debajo del umbral de pobreza.